# OeAZ 452
De OeAZ 452 (Russisch УАЗ 452) is een bestelwagen van de Sovjet/Russische fabrikant OeAZ, die wordt gebouwd sinds 1965.
In Nederland is het model sinds 2018 leverbaar als UAZ Bukhanka, vernoemd naar de Russische bijnaam "Boechanka" ("broodje"). In België wordt de naam UAZ Commercial gebruikt.

## Beschrijving
De OeAZ 452 is een bestelwagen met twee assen en inschakelbare vierwielaandrijving, die in verschillende uitvoeringen wordt gebouwd. De in 1965 geïntroduceerde eerste uitvoering was 4363 mm lang, 1940 mm breed en 2064 mm hoog. Het maximale laadvermogen was 800 kg, de maximale aanhanggewicht was 850 kg. Deze basisconfiguratie met gesloten cabine en vier deuren (bestuurder, voorpassagier, tweede rij rechts, dubbele achterdeur) is grotendeels behouden gebleven. Ondertussen zijn ook pick-up- en bakwagenvarianten en uitvoeringen met zitbanken voor maximaal tien zitplaatsen (minibus) beschikbaar. Een viercilinder benzinemotor drijft het voertuig aan via een handgeschakelde versnellingsbak.

## Ontwikkeling
De eerste auto kwam in 1965 als OeAZ 452 op de markt, voorzien van de 52 kW 2,4 liter viercilinder benzinemotor UMZ-451, die kon rijden op 76 octaan benzine. De vierversnellingsbak was handgeschakeld.In 1979 volgde een facelift waarbij de witte richtingaanwijzers werden vervangen door gele en de ronde achterlichten door vierkante werden vervangen.
Vanaf 1985 was de auto uitgerust met een 73 kW motor en opgesplitst in vijf verschillende submodellen die vandaag nog steeds worden aangeboden. Daarnaast zijn voor de autoriteiten ook speciale voertuigen leverbaar. De modelaanduidingen werden aangepast overeenkomstig het autonummeringssysteem van Rusland.
Sinds 2011 wordt een nieuwe 2,7 liter motor met 82 kW toegepast. De auto voldoet daarmee aan de Euro 4-emissienormen en is verkrijgbaar met antiblokkeersysteem, veiligheidsgordels en stuurbekrachtiging. De prijzen voor het goedkoopste model bedroegen medio 2018 ongeveer 646.000 Roebel.
In 2018 werd een jubileumversie aangekondigd vanwege de zestigste verjaardag van de auto. De uitrusting omvat tweekleurig lakwerk, een enkele sleutel (de standaardmodellen worden ook in 2018 nog verkocht met een sleutel voor de deursloten en een aparte contactsleutel) en vernieuwde schuiframen. Optioneel is een verwarmde bestuurdersstoel leverbaar.

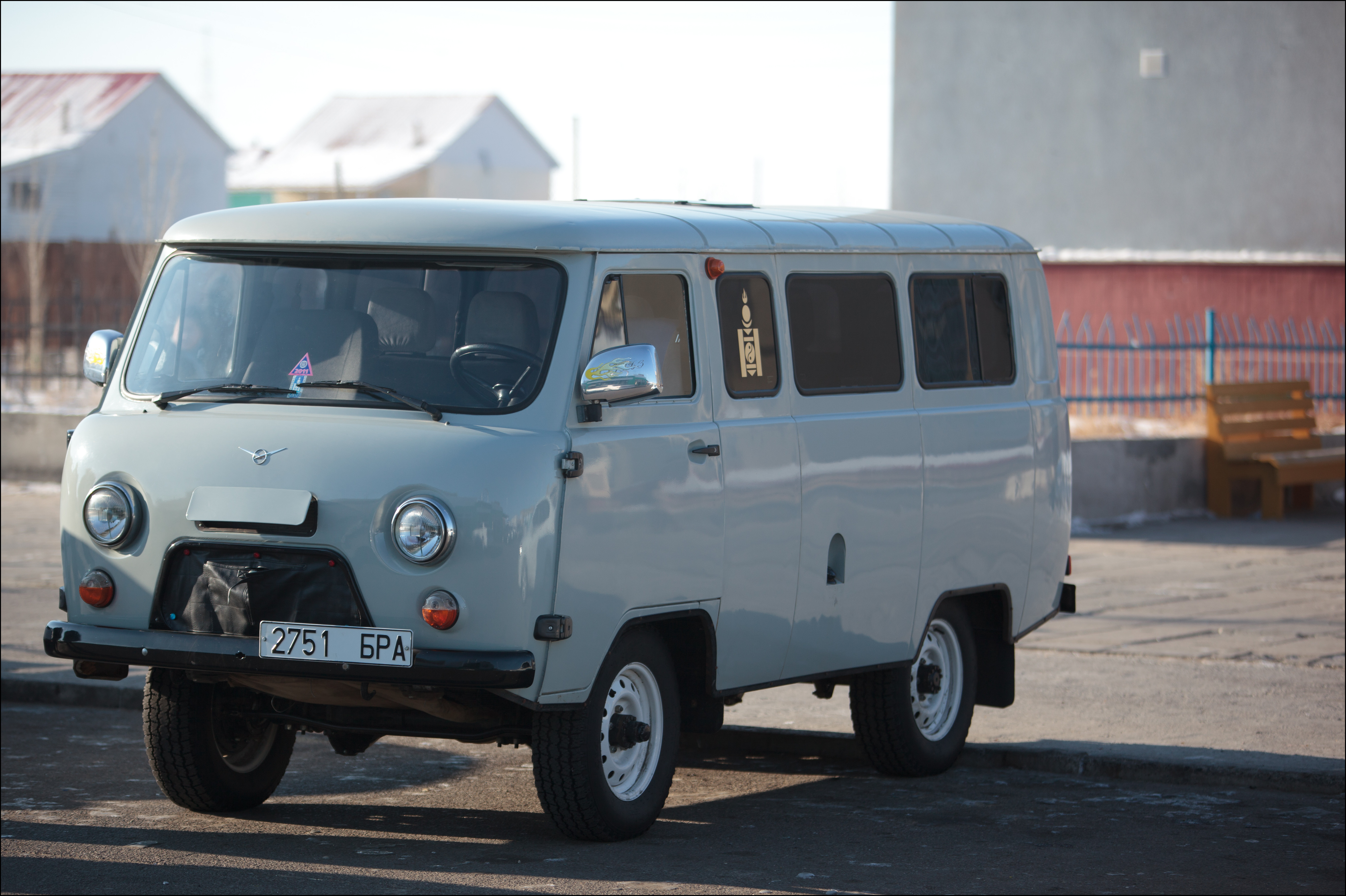
OeAZ 2206
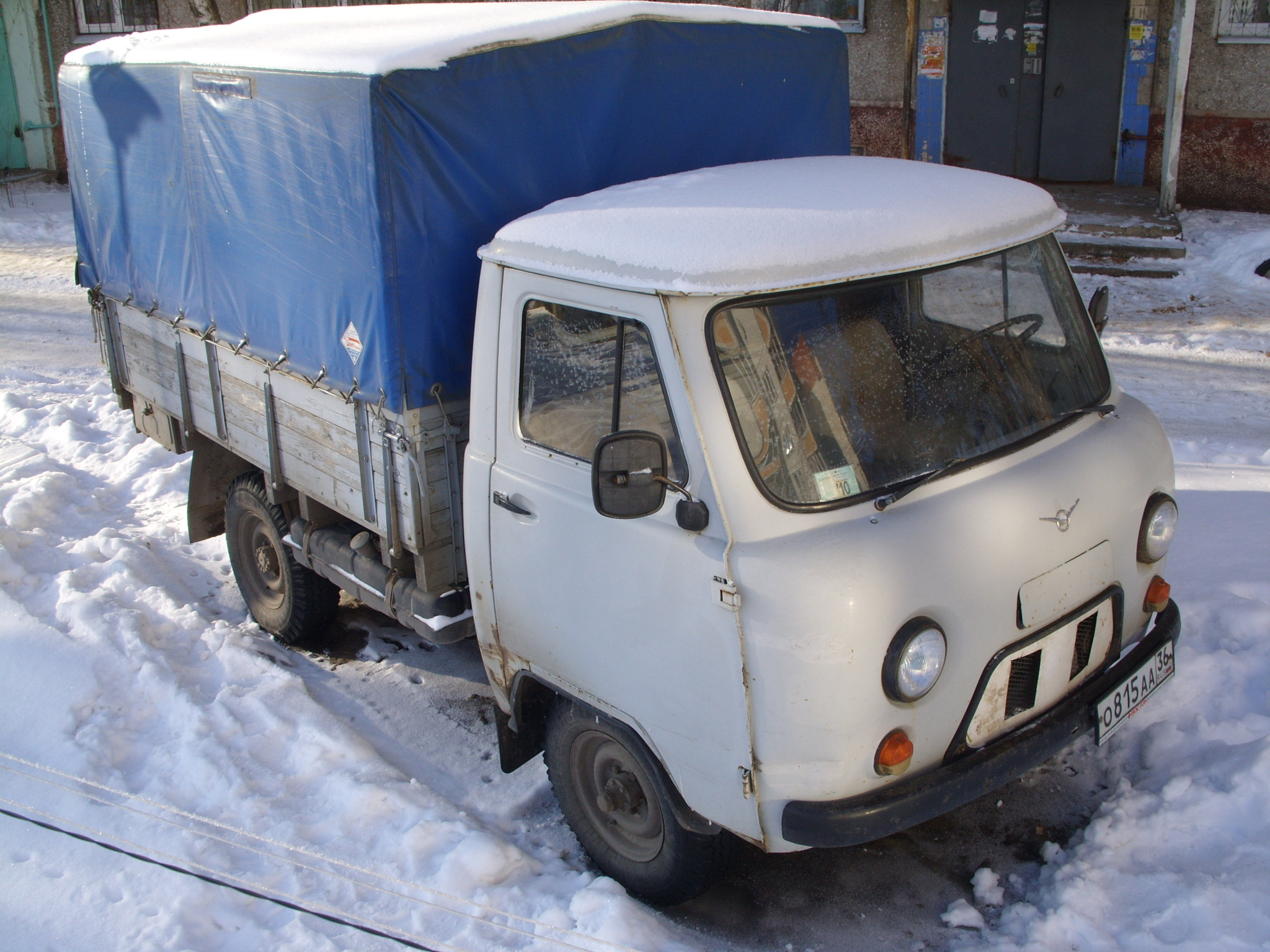
OeAZ 3303
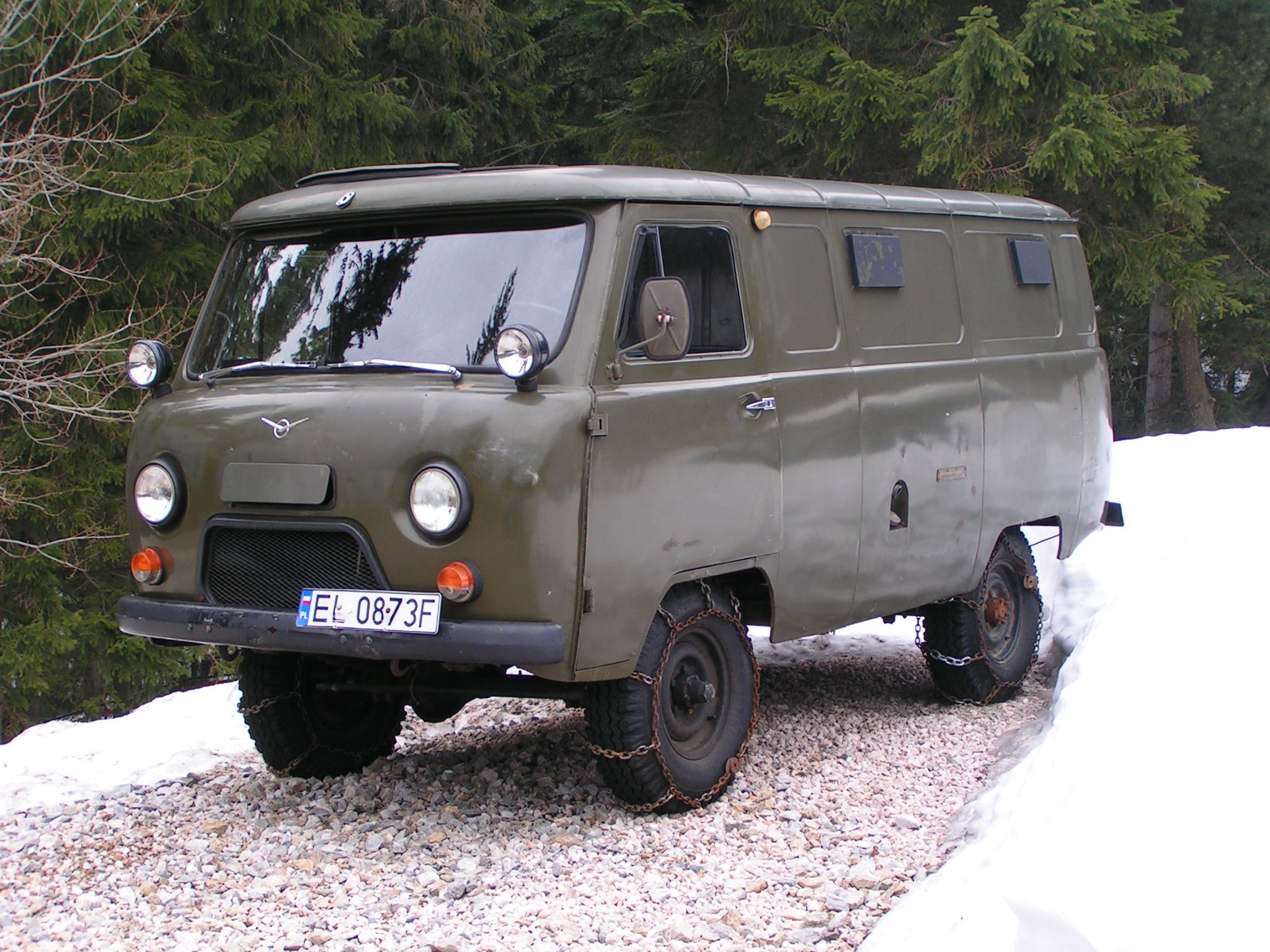
OeAZ 3741
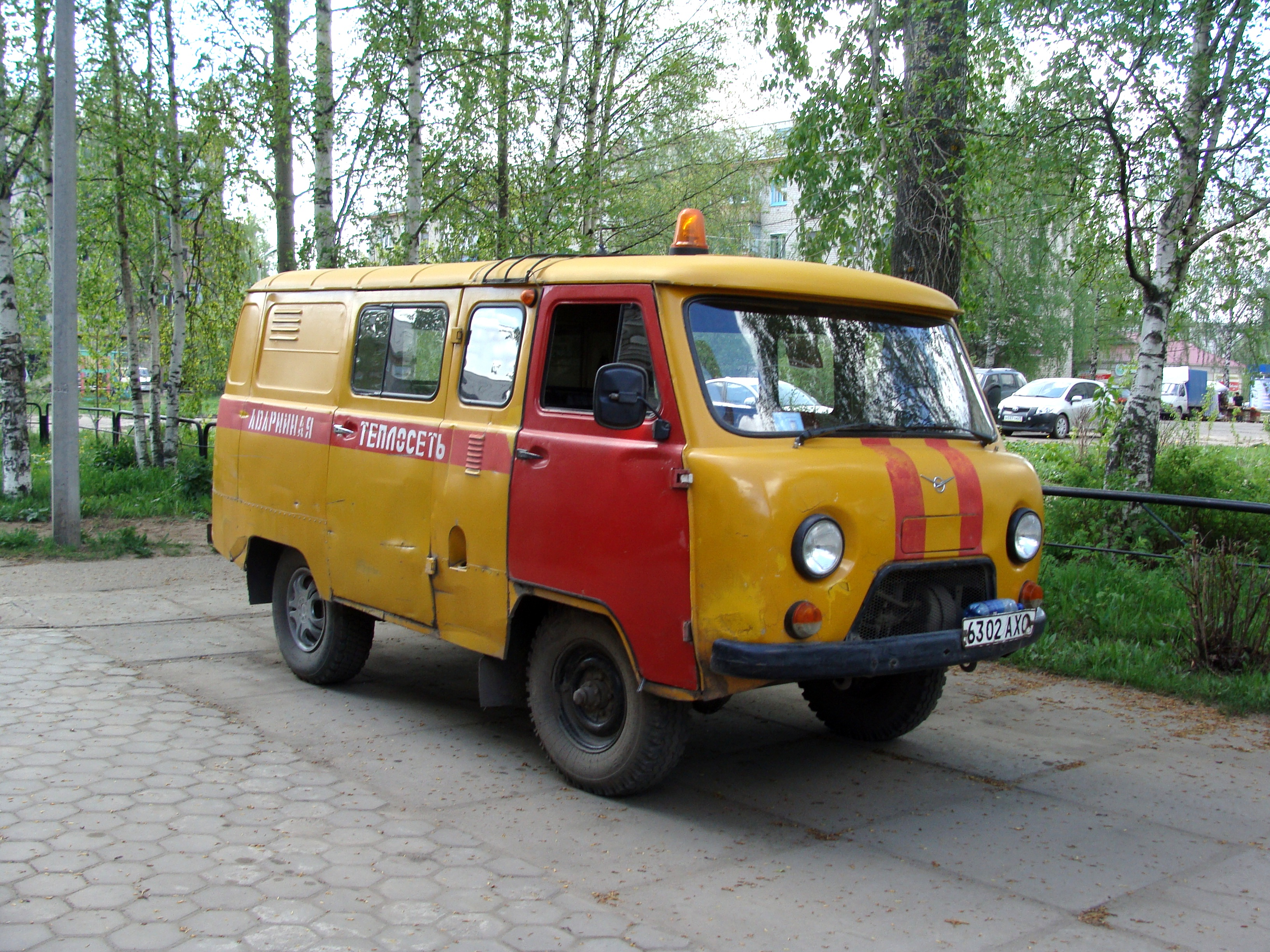
OeAZ 3909
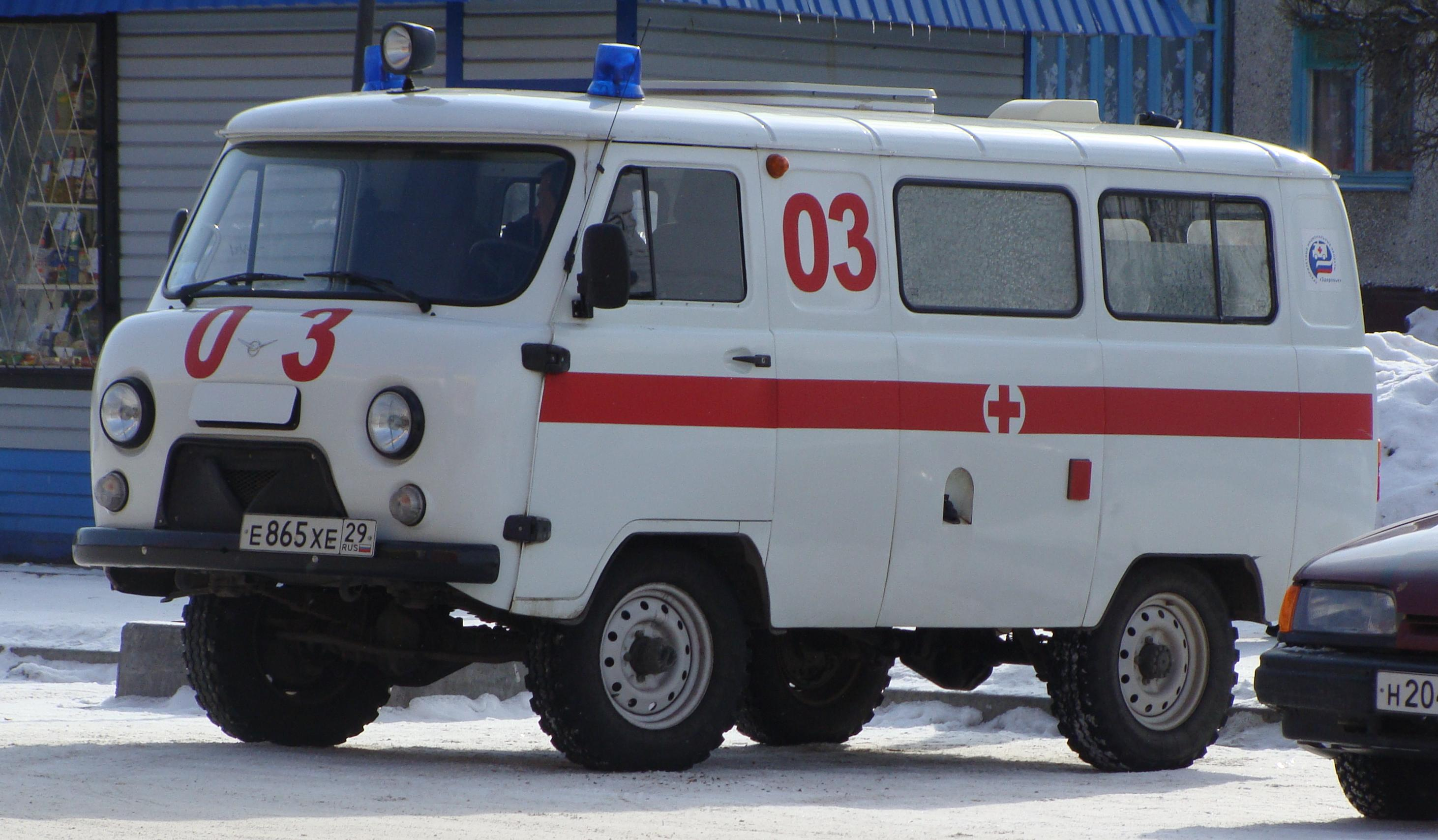
OeAZ 3962 ambulance
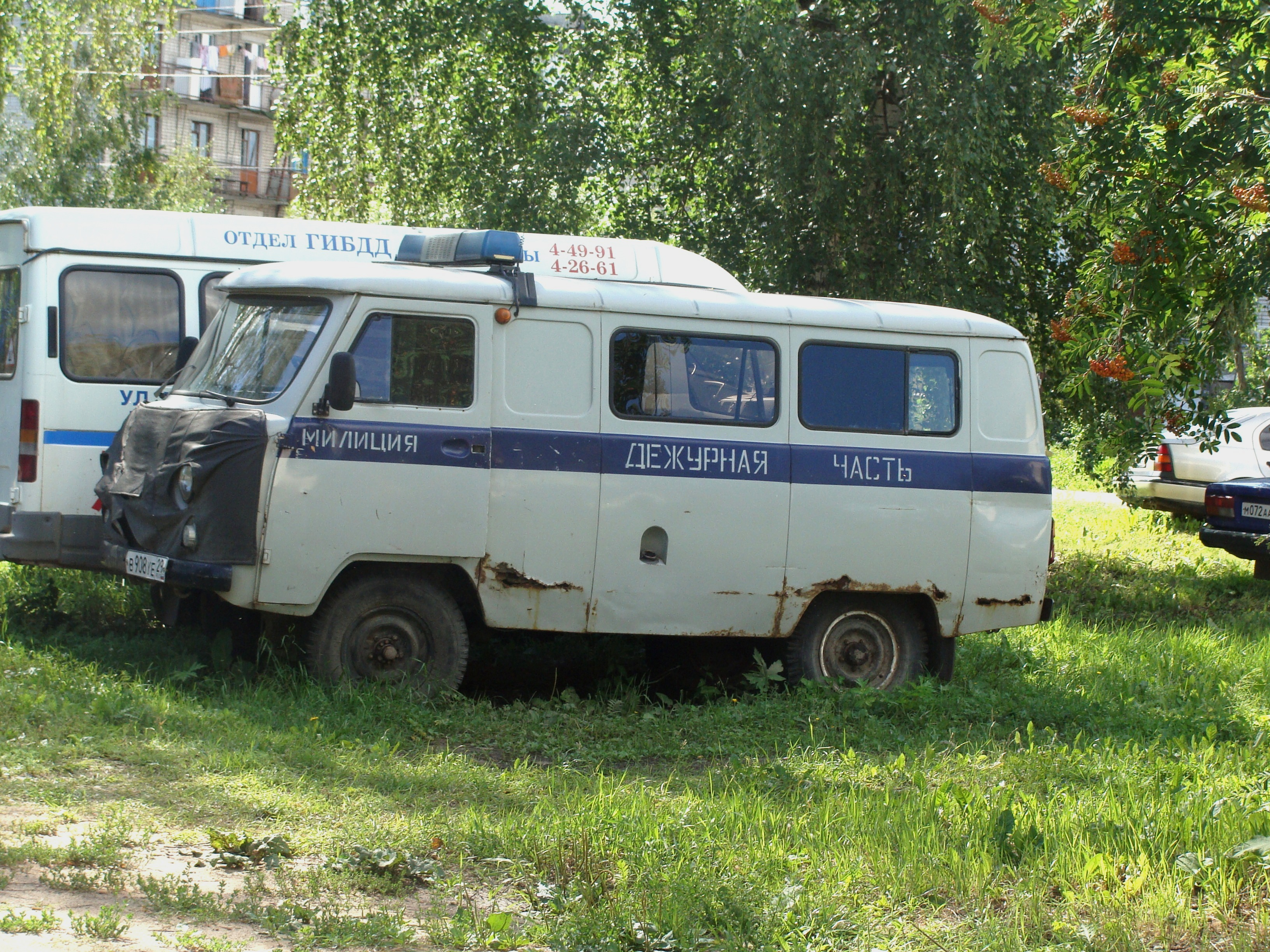
OeAZ 39625
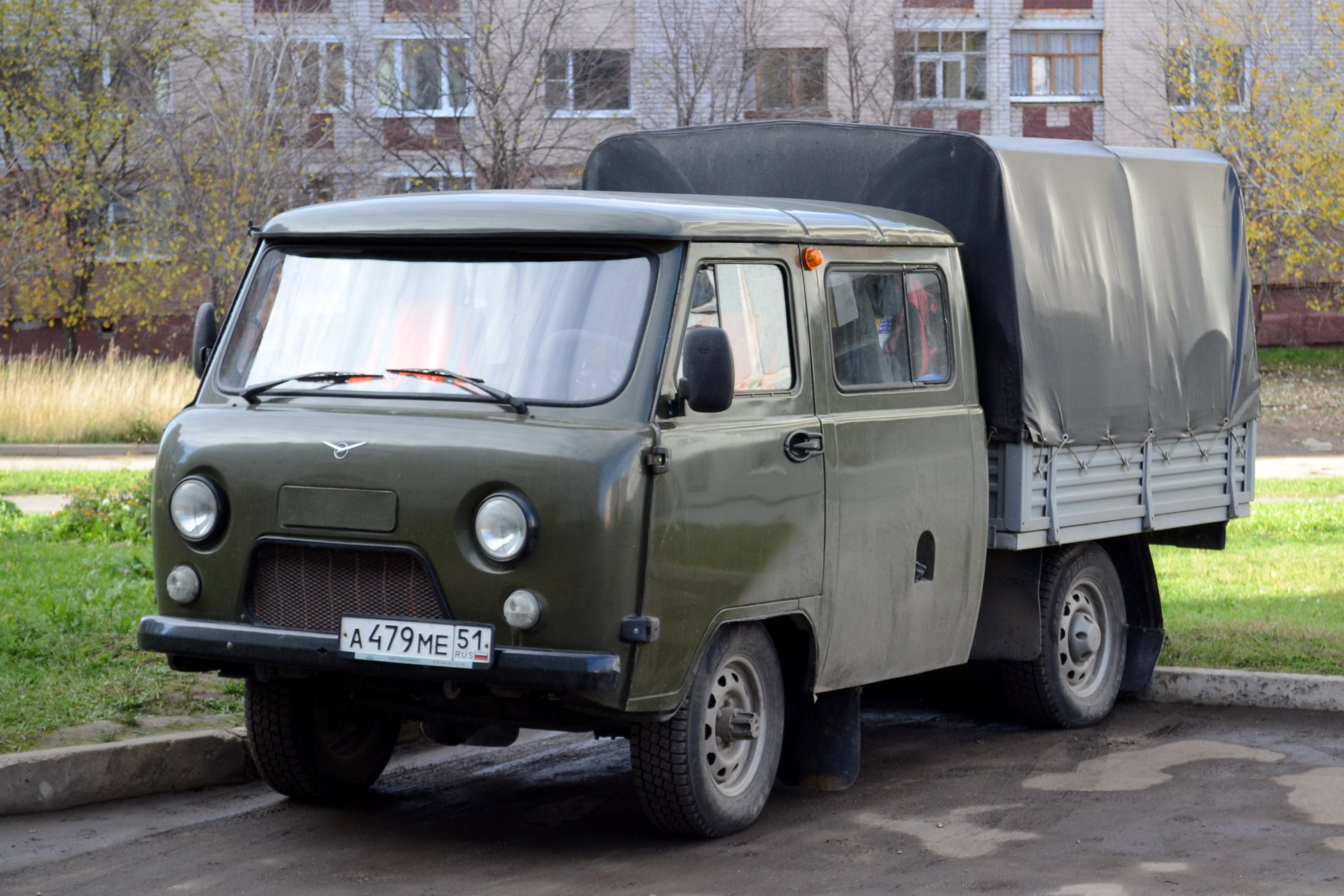
OeAZ 39094